# Acción Galega
Acción Galega fou una organització que actuà com a partit polític conformat per exmilitants del BNG, del PPdG i altres independents, endemés de cinc partits galleguistes de centre (Partido Galeguista, Partido Galeguista Demócrata, Coalició Gallega, Partido Nacionalista Galego-Partido Galeguista i Terra Galega.
Acción galega, i les formacions que la integren, formen part de Compromiso por Galicia.
Tenen com a principals referents públics a l'ex-militant del PPdG Rafael Cuíña, a l'ex-consellera del BNG Teresa Táboas i a l'ex-senador del Bloc Nacionalista Gallec Xosé Manuel Pérez Bouza i l'exsecretari general del PNG-PG Xosé Mosquera.